# A.S. Lucchese Libertas 1905
Associazione Sportiva Lucchese Libertas 1905, hay đơn giản là Lucchese, là một câu lạc bộ bóng đá Ý, có trụ sở tại Lucca, Tuscany. Câu lạc bộ được thành lập vào năm 1905, lần gần nhất thi đấu ở Serie A là vào năm 1952.

## Lịch sử

### Thành lập
Câu lạc bộ được thành lập vào ngày 25 tháng 5 năm 1905, mang lại cho thị trấn Lucca đội bóng đầu tiên. Ban đầu được đặt tên là Câu lạc bộ bóng đá Lucca, câu lạc bộ được thành lập bởi anh em Vittorio và Guido Mensini. Thành tích lớn đầu tiên của câu lạc bộ là giành được Chiếc cúp nhà Vua trong mùa 1919/20, không lâu sau khi thành lập giải đấu. Cùng mùa giải đó, Lucca đã giành được chiếc cúp của vùng Tuscany.

### Từ U.S. Lucchese-Libertas đến A.S. Lucchese Libertas
Năm 1924, câu lạc bộ sáp nhập với một đội địa phương khác và đổi tên thành Unione Sportiva Lucchese-Libertas. Trong những năm 1920, những cầu thủ đáng chú ý thi đấu tại câu lạc bộ bao gồm Ernesto Bonino và Giovanni Moscardini.
Những năm 1930 chứng kiến câu lạc bộ được thăng hạng lên Serie B, và sau đó vào năm 1936, Lucchese đã thăng hạng cho Serie A giải đấu hàng đầu ở Ý, họ ở lại đó trong ba mùa. Câu lạc bộ đã xuống hạng Serie B khi Thế chiến II bắt đầu. Các cầu thủ đã tham gia vào Thế chiến như Egri Erbstein, Aldo Olivieri và Antonio Perduca là những cầu thủ được hâm mộ yêu thích. Lucchese một lần nữa thăng hạng lên Serie A vào năm 1947 và ở đó 5 mùa.

#### A.S. Lucchese Libertas
Năm 1984, đội bóng đổi tên thành AS Lucchese Libertas.
Câu lạc bộ cũng đã trải qua vài mùa giải ở Serie B (1998-99) và Serie C1, cũng được huấn luyện bởi Luigi Simoni, huấn luyện viên giành cúp UEFA với Inter Milan.
Năm 2008, câu lạc bộ giải thể do vấn đề tài chính và được nhận vào bộ phận dưới cùng của Ý Terza Cargetoria trước khi bị tuyên bố phá sản vào tháng 12 năm 2008.

### Từ S.S.D. Sporting Lucchese đến A.S. Lucchese Libertas 1905

#### S.S.D. Sporting Lucchese
Một nhượng quyền thương mại mới có tên là Socà Sportiva Dilettantistica Sporting Lucchese đã được nhận vào thi đấu tại Serie D để đại diện cho thành phố Lucca.
Trong mùa giải đầu tiên tồn tại, Sporting Lucchese đã nhanh chóng giành chiến thắng ở vòng Girone E của Serie D, do đó giành được quyền tham dự 2009-10 Lega Pro Seconda.

#### A.S. Lucchese Libertas 1905
Sau khi thăng hạng, câu lạc bộ đã lấy tên gọi Associazione Sportiva Lucchese Libertas 1905 bắt đầu với mùa giải mới, sau khi chủ sở hữu của thể thao Lucchese có được quyền đặt tên và logo của nhượng quyền cũ trong một cuộc đấu giá công khai. Lucchese đã có lần thăng hạng thứ hai liên tiếp sau khi kết thúc với tư cách là nhà vô địch của bảng B của Lega Pro Seconda Divisione. Câu lạc bộ đã thi đấu tại mùa giải 2010-11 Lega Pro Prima Divisione.
Vào mùa hè năm 2011, Lucchese đã bị COVISOC loại khỏi các giải đấu bóng đá chuyên nghiệp vì lý do tài chính và không kháng cáo quyết định này.

### Từ A.S.D.F.C. Lucca 2011 đến AS Lucchese Libertas 1905
- FC Lucca 2011

Vào ngày 1 tháng 8 năm 2011, một câu lạc bộ mới được thành lập để đại diện cho thành phố Lucca: đội được gọi là Câu lạc bộ bóng đá Associazione Sportiva Dilettantistica Lucca 2011 và được thăng hạng từ Eccellenza Tuscany  lên Serie D vào cuối mùa giải 2011-12.
- FC Lucchese 1905

Câu lạc bộ đã đổi tên thành FC Lucchese 1905 ngay sau khi được thăng hạng.
- A.S. Lucchese Libertas 1905

Vào mùa hè 2013, câu lạc bộ đã đổi tên thành AS Lucchese Libertas 1905. Cũng trong mùa giải đó, Lucchese trở lại chuyên nghiệp sau khi giành chiến thắng tại bảng D của mùa giải 2013-14 Serie D, và do đó đảm bảo một vị trí trong mùa khai mạc của 2014-15 Lega Pro thống nhất.

## Màu sắc và huy hiệu
Màu của đội là đỏ và đen. Các cầu thủ được gọi là Rossoneri.

## sân vận động
Sân nhà của họ là Stadio Porta Elisa, nằm ở Via dello Stadio thuộc Lucca.

## Danh hiệu
Serie B:
- Vô địch: 1935-36, 1946-47

Serie C:
- Vô địch: 1960-61
- Á quân: 1945-46, 1977-78

Serie C1:
- Á quân: 1989-90

Serie C2:
- Vô địch: 1985-86, 2009-10

Serie D:
- Vô địch: 1968–69, 2008–09, 2013–14

League Division 1 của Tuscany:
- Vô địch: 1929–30, 1932–33, 1933–34

Promozione:
- Vô địch: 1919-20

Coppa Italia Serie C
- Vô địch: 1989-90

## Cầu thủ

### Đội hình hiện tại
Kể từ ngày 31 tháng 1 năm 2019
Ghi chú: Quốc kỳ chỉ đội tuyển quốc gia được xác định rõ trong điều lệ tư cách FIFA. Các cầu thủ có thể giữ hơn một quốc tịch ngoài FIFA.
| Số | VT | Quốc gia | Cầu thủ                                       |
| -- | -- | -------- | --------------------------------------------- |
| 1  | TM | Ý        | Stefano Aiolfi (on loan from Cremonese)       |
| 5  | HV | Ý        | Riccardo Martinelli                           |
| 6  | TV | Ý        | Mattia Lombardo                               |
| 8  | TV | Ý        | Simone Greselin                               |
| 9  | TĐ | Ý        | Lorenzo Sorrentino (on loan from Juve Stabia) |
| 10 | TV | Ý        | Alessandro Provenzano                         |
| 11 | TV | Ý        | Mariano Bernardini (on loan from Genoa)       |
| 13 | HV | Ý        | Riccardo Santovito (on loan from Parma)       |
| 14 | TĐ | Ý        | Antonio Di Nardo (on loan from Sampdoria)     |
| 15 | HV | Ý        | Gianni Palmese (on loan from Genoa)           |
| 16 | HV | Ý        | Giulio Favale (on loan from Pisa)             |

| Số | VT | Quốc gia  | Cầu thủ                                    |
| -- | -- | --------- | ------------------------------------------ |
| 17 | HV | Ý         | Marco De Vito                              |
| 18 | HV | Ý         | Matteo Gabbia (on loan from Milan)         |
| 19 | HV | Ý         | Christian Tavanti                          |
| 20 | TV | Ý         | Roberto Strechie (on loan from Venezia)    |
| 21 | TĐ | Ý         | Andrea Isufaj (on loan from Chievo)        |
| 22 | TM | Ý         | Wladimiro Falcone (on loan from Sampdoria) |
| 23 | TĐ | Ý         | Mattia Bortolussi                          |
| 26 | TV | Argentina | Juan Mauri                                 |
| 28 | TĐ | Ý         | Gianmarco De Feo (on loan from Ascoli)     |
| 33 | HV | Ý         | Matteo Zanini                              |